# Giorgio Simonelli
Giorgio Candido Simonelli (Roma, 14 novembre 1901 – Roma, 14 ottobre 1966) è stato un regista, sceneggiatore, critico cinematografico e montatore italiano, noto anche per essere stato uno dei fautori del successo di Franco e Ciccio, che ha diretto in una dozzina di film nella prima metà degli anni sessanta.

## Biografia
Iniziò la sua carriera come critico cinematografico sui settimanali Gente nostra e Avvenimento. Iniziò a lavorare nel mondo della celluloide negli ultimi anni del cinema muto come aiuto regista di Nicola Fausto Neroni in Maratona (girato nel 1929 e uscito nel 1930) e fu sceneggiatore e montatore, a fianco di Gennaro Righelli, nel primo film sonoro italiano, La canzone dell'amore (1930). 
Dopo aver lavorato al montaggio di alcuni altri film (tra cui Il canale degli angeli di Francesco Pasinetti), esordì come regista nel 1934 al fianco di Robert Land in Melodramma. 
Nella sua carriera diresse oltre sessanta film, specializzandosi in commedie e film comici, pur cimentandosi anche in altri generi come il cappa e spada, lo strappalacrime e l'avventuroso. Fu anche produttore del film A sud niente di nuovo (1957). Nella sua carriera  usò molti pseudonimi, tra cui Johnny Seemonel e Carlo de Lellis.

## Filmografia
- Melodramma (1934)
- Aurora sul mare (1935)

Carlo Campanini, Adriana Serra e Carlo Dapporto in 11 uomini e un pallone (1948)

- Bertoldo, Bertoldino e Cacasenno (1936)
- Amiamoci così (1940)
- L'imprevisto (1940)
- C'è un fantasma nel castello (1941)
- Con le donne non si scherza (1941)
- Le due tigri (1941)
- Un marito per il mese d'aprile (1941)
- La danza del fuoco (1942)
- Soltanto un bacio (1942)
- Due cuori fra le belve (1943)
- Non mi muovo! (1943)
- Guerra alla guerra (1946)
- Dove sta Zazà? (1947)
- Accidenti alla guerra!... (1948)
- 11 uomini e un pallone (1948)
- Amori e veleni (1949)
- 32º Giro d'Italia (1949)
- Se fossi deputato (1949)
- Le due madonne, co-regia con Enzo Di Gianni (1949)
- La bisarca (1950)
- Io sono il Capataz (1950)
- La paura fa 90 (1951)
- Auguri e figli maschi! (1951)
- Io, Amleto (1952)
- Era lei che lo voleva!, co-regia con Marino Girolami (1952)
- Saluti e baci, co-regia con Maurice Labro (1953)
- Canzone appassionata (1953)
- Accadde al commissariato (1954)
- Canzone d'amore (1954)
- Il campanile d'oro (1955)
- Io sono la primula rossa (1955)
- La moglie è uguale per tutti (1955)
- Guaglione (1956)
- A sud niente di nuovo (1956)
- Non cantare... baciami! (1957)
- Napoli, sole mio! (1958)
- Marinai, donne e guai (1958)
- Fantasmi e ladri (1958)
- Perfide ma... belle (1958)
- Noi siamo due evasi (1959)
- Un dollaro di fifa (1960)
- I baccanali di Tiberio (1960)
- Gerarchi si muore (1961)
- Che femmina!! e... che dollari! (1961)
- I magnifici tre (1961)
- Rocco e le sorelle (1961)
- Robin Hood e i pirati (1961)
- I tre nemici (1962)
- I tromboni di Fra' Diavolo (1962)
- Ursus nella terra di fuoco (1963)
- I due mafiosi (1963)
- 2 samurai per 100 geishe (1963)
- I due toreri (1964)
- Due mafiosi nel Far West (1964)
- I due sergenti del generale Custer (1965)
- Due mafiosi contro Goldginger (1965)
- I due sanculotti (1966)
- 2 mafiosi contro Al Capone (1966)
- Dick Smart 2.007, regia di Franco Prosperi (1967) - sceneggiatura
- I due figli di Ringo (1967)
- Amici più di prima (1976)